# Pacifastacus
Genre
Pacifastacus est un genre de crustacés décapodes de la famille des Astacidae qui comprend notamment l'écrevisse de Californie (Pacifastacus leniusculus) élevée en astaciculture.

## Liste des sous-genres et espèces
Selon Tree of Life Web Project (28 mai 2015) :
- sous-genre Pacifastacus (Hobbsastacus) Bouchard, 1978

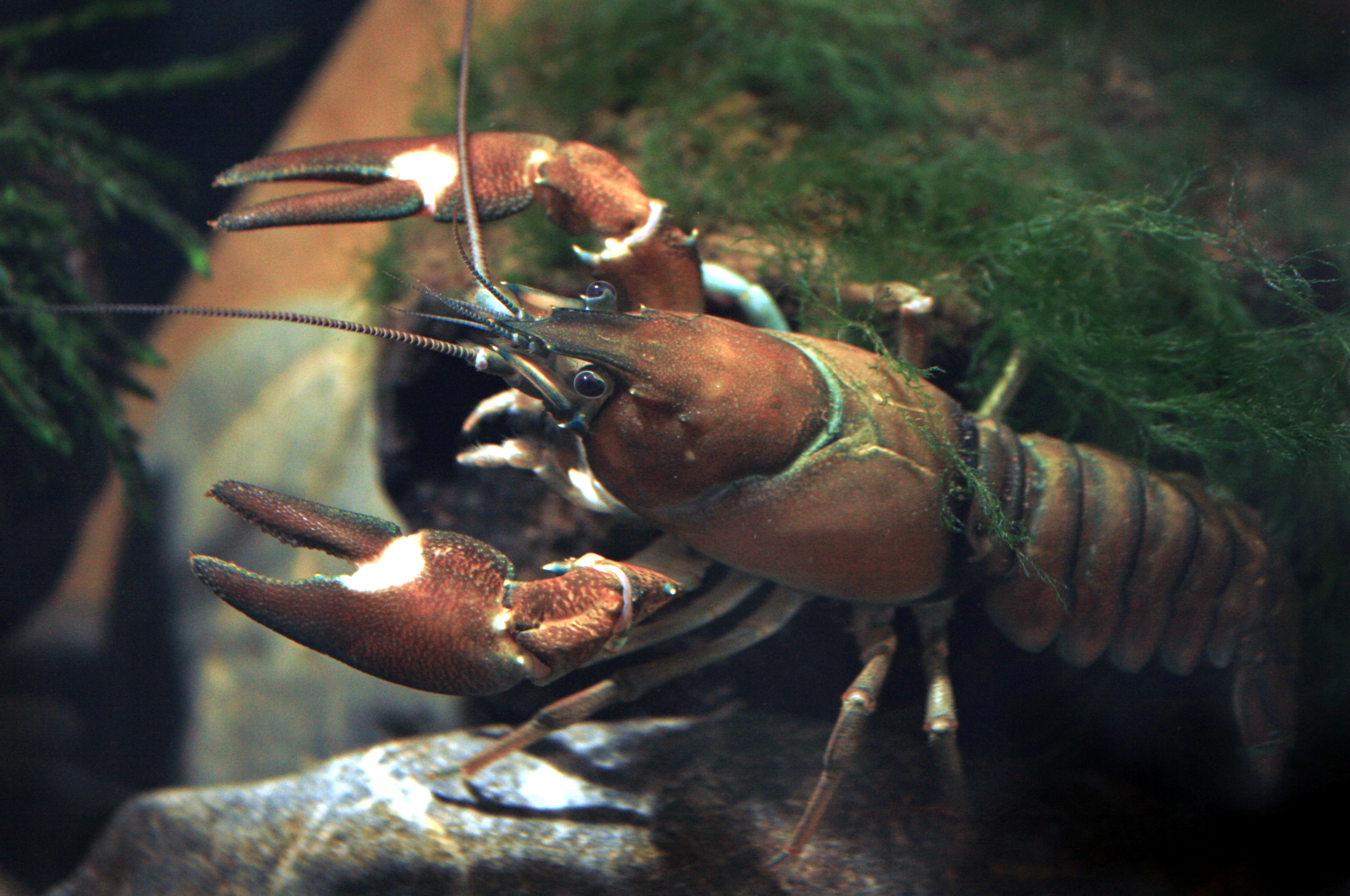
Femelle d'écrevisse de Californie (Pacifastacus leniusculus)

  - Pacifastacus chenoderma
  - Pacifastacus connectens
  - Pacifastacus fortis
  - Pacifastacus gambelii
  - Pacifastacus nigrescens
- sous-genre Pacifastacus (Pacifastacus) Bott, 1950
  - Pacifastacus leniusculus

## Utilisation

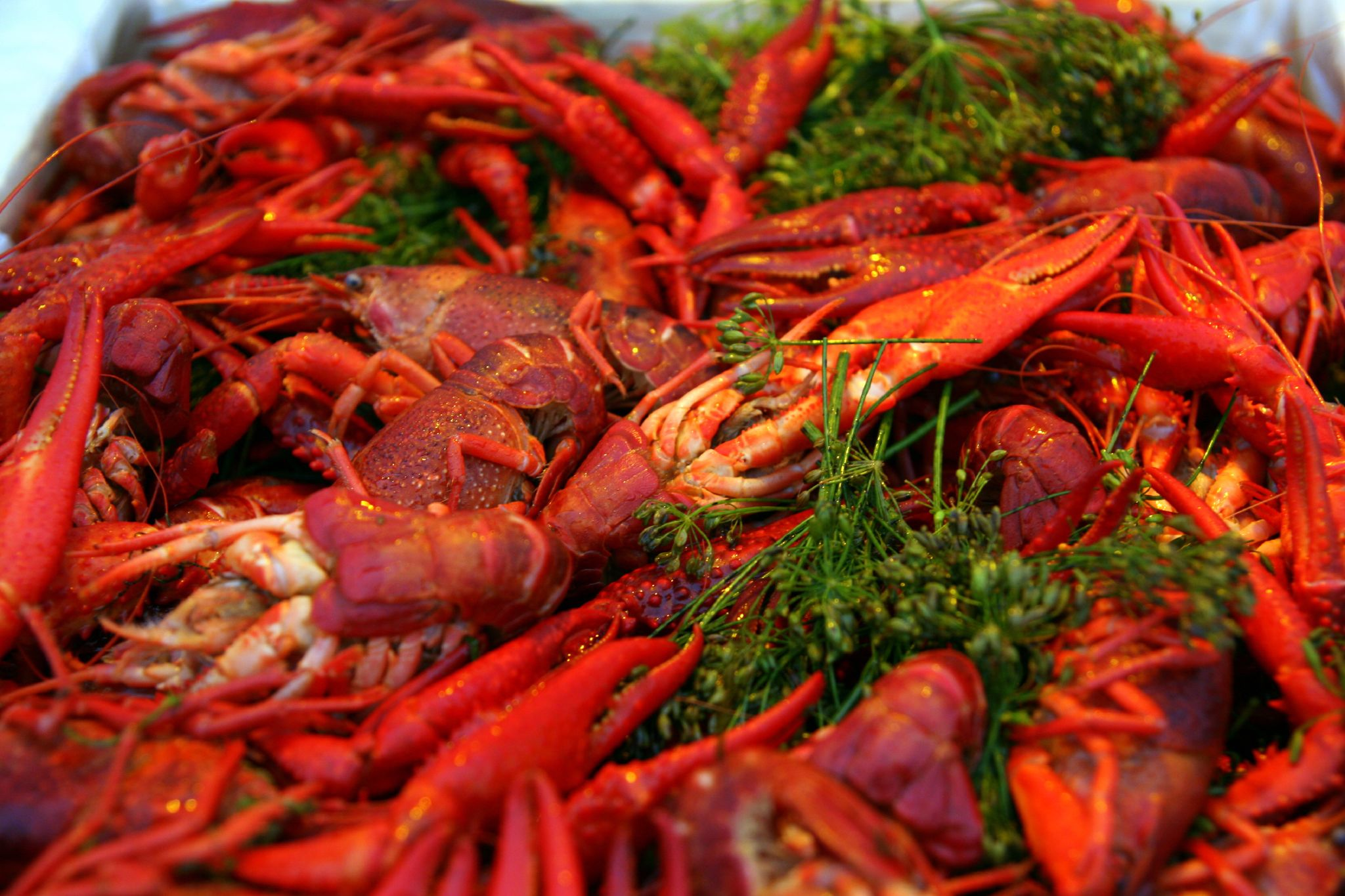
Plat d'écrevisses de Californie cuites

Sous-espèces de l'écrevisse de Californie élevées en astaciculture :
- Pacifastacus leniuculus leniusculus Dana
- Pacifastacus leniusculus trowbridgi Stimson